# Kintarō Okamura
Kintarō Okamura (japonès: 岡村 金太郎, Okamura Kintarō; 1867-1935) va ser un botànic i pedagog japonès. És autor d'importants estudis sobre les algues. També se'l coneix per l'estudi dels llibres educatius japonesos des de l'era Meiji fins al començament de la Shōwa, i que plasmà en l'edició dels Ohraimono (subtitulats Col·lecció de llibres de text d'educació japonesa moderna per a la gent comuna).